# Metoda Bridgmana-Stockbargera
Metoda Bridgmana-Stockbargera, zwykle skrótowo metoda Bridgmana – technika otrzymywania monokrystalicznych materiałów gemmologicznych oparta na stopniowym schładzaniu wcześniej stopionej masy krystalizowanego materiału.  W metodzie tej kryształy formują się na dnie tygla i rosną aż do całkowitego wyczerpania się masy stopionego substratu.
Metoda ta stosowana jest do krystalizacji substancji o bardzo wysokiej temperaturze topnienia. Osiąganie wysokiej temperatury bez szkody dla tygla jest możliwe dzięki wytwarzaniu się tak zwanego autotygla, który formuje się z tej samej, ale niestopionej substancji, która ulega procesowi. Autotygiel zapobiega topieniu się warstwy  przylegającego  bezpośrednio do ścian tygla właściwego i  stanowi ochronę przed działaniem wysokiej temperatury i reaktywnością stopionego materiału. Korzyścią stosowania tej metody jest łatwość zachowania wysokiej czystości procesu, ponieważ ściany autotygla mają ten sam skład chemiczny co stop.
Wytwarzanie czerepu autotygla może być inicjowane na następujące sposoby:
- celowe schładzanie ściany tygla właściwego
- ogrzewanie silnym polem magnetycznym w piecu indukcyjnym.

W metodzie tej jest też możliwy wzrost kryształów w warunkach ruchomego gradientu temperatury. W momencie gdy zastosuje się ruchomy tygiel wypełniony stopioną masą, który opuszcza się stopniowo przez obszar stałego gradientu temperatury, wzrost kryształów zachodzi na powierzchni mającej temperaturę zbliżoną do temperatury topnienia krystalizowanego materiału.